# 9098 Toshihiko
9098 Toshihiko eller 1996 BQ3 är en asteroid i huvudbältet som upptäcktes den 27 december 1996 av den japanska astronomen Takao Kobayashi vid Ōizumi-observatoriet. Den är uppkallad efter Toshihiko Osawa.
Asteroiden har en diameter på ungefär 7 kilometer.